# Granica krzyżacko-polska
Granica krzyżacko-polska – granica o różnym przebiegu istniejąca w latach 1231–1525.
Powstała w okresie rozbicia dzielnicowego, kiedy książę Konrad I mazowiecki zawarł umowę z zakonem krzyżackim, który zobowiązał się bronić ziem książęcych przed Prusami. W zamian za walkę książę nadał im ziemię chełmińską, nie rezygnując z prawa zwierzchności nad nią.
Pierwsi rycerze zakonni przybyli tam w 1231 roku.
Początkowo (1237) granica państwa zakonu krzyżackiego opierała się o rzekę Drwęcę i Wisłę (od Torunia do jej ujścia do Zalewu Wiślanego).
W 1308 Krzyżacy podbili Pomorze. Powstała wówczas granica, potwierdzona pokojem kaliskim (1343), istniejąca do 1466 roku (II pokój toruński). Granica ta rozpoczynała się na zachodzie od styku granic Polski, zakonu krzyżackiego i Księstwa Pomorskiego nad rzeką Gwdą (Lędyczek), następnie biegła w kierunku wschodnim, opierając się o rzeki Debrzynkę, Kamionkę i Brdę i dochodziła do Jeziora Koronowskiego, skąd krętą linią dochodziła do Wisły (na południe od Topolna).
Opierając się o Wisłę, biegła początkowo w kierunku południowym, następnie południowo-wschodnim w kierunku Torunia, pozostawiając Nieszawę po stronie krzyżackiej.
Za Toruniem biegła rzeką Drwęcą, by na południe od Brodnicy skierować się w kierunku wschodnim do styku granic Polski, zakonu krzyżackiego i polskiego lenna Mazowsza.
2. Granica Królestwa Polskiego i lennego Księstwa Pruskiego w latach 1525–1657 pokrywała się z granicami ustalonymi II pokojem toruńskim w 1466 roku (pomiędzy Królestwem Polskim i Prusami Zakonnymi). Traktat krakowski z 1525 roku przekształcił Prusy Zakonne w lenne świeckie Księstwo Pruskie.
Granica rozpoczynała się nad Zalewem Wiślanym u ujścia rzeki Pasłęki, na północ od Braniewa. Następnie biegła w kierunku południowo-wschodnim nieco za Reszel. Obierała tu kierunek południowo-zachodni, biegła na wschód od Biskupca i dochodziła do jeziora Pluszne. Następnie na wschód od Olsztynka podążała z nurtem rzeki Pasłęki w kierunku północno-zachodnim do Pasłęka. Stąd podążała przez jezioro Drużno, na wschód od Dzierzgonia (Kiszporku) i na północ od Kwidzyna dochodziła do Wisły, następnie nurtem Wisły, by na północ od Grudziądza skierować się w kierunku wschodnim, tworząc liczne wybrzuszenia i zmieniając kilkakrotnie kierunek dochodziła do rzeki Wkry na południe od Działdowa i Nidzicy. Następnie biegła w kierunku północno-wschodnim do styku granic Królestwa Polskiego, Księstwa Pruskiego i Wielkiego Księstwa Litewskiego (Bogusze koło Grajewa).
Granica z Wielkim Księstwem Litewskim, ustalona traktatem melneńskim 1422 roku, biegła od wymienionego trójstyku w kierunku północnym, dochodząc do Niemna, po czym obierała kierunek północno-zachodni. Pozostawiała po stronie pruskiej dolny bieg Niemna i dochodziła do Morza Bałtyckiego na południe od Połągi.